# Черемухово (Калінінградська область)
Черемухово (рос. Черемухово) — селище Правдинського району, Калінінградської області Росії. Входить до складу Домновського сільського поселення.
Населення —  68 осіб (2015 рік). 

## Населення
| 2002 | 2010 |
| ---- | ---- |
| 61   | ↗68  |